# Donald Kagan

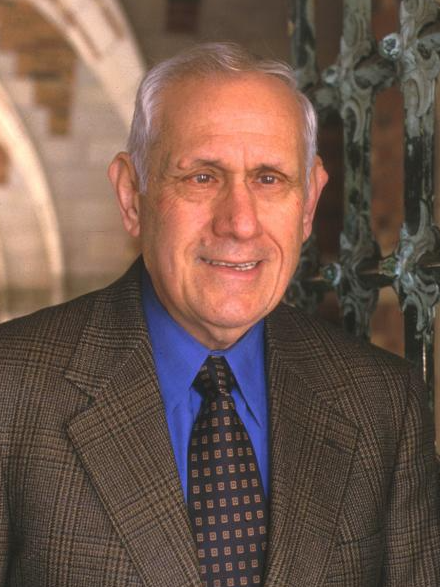
Donald Kagan (vor 2009)

Donald Kagan (* 1. Mai 1932 in Kuršėnai, Litauen; † 6. August 2021 in Washington, D.C.) war ein US-amerikanischer Althistoriker.

Kagan wuchs im New Yorker Stadtteil Brooklyn auf, wohin seine Familie nach dem Tod des Vaters 1934 emigriert war. Er wurde 1958 an der Ohio State University promoviert und lehrte ab 1969 in Yale. Zuletzt war er Sterling Professor of Classics and History an der Universität Yale. Er war Mitglied des Project for the New American Century.
Sein Spezialgebiet war die Geschichte des antiken Griechenlands und dabei besonders die Militärgeschichte. Kagan verfasste unter anderem eine vierbändige Geschichte des Peloponnesischen Krieges, die als Standardwerk gilt. 2003 gab er eine Zusammenfassung des Werks für ein breiteres Publikum heraus.
Daneben trat Kagan auch politisch in Erscheinung. Einer seiner Söhne ist Robert Kagan, einer der führenden Köpfe der Neokonservativen in den USA, deren politische Vorstellungen auch Donald Kagan vertrat, obwohl er bis in die 1970er Jahre eher linksliberal eingestellt war. Mit seinem Sohn Frederick Kagan publizierte Donald Kagan 2000 das Buch While America sleeps, in dem beide für einen höheren Verteidigungsetat eintraten.
Donald Kagan starb im August 2021 im Alter von 89 Jahren.

## Schriften (Auswahl)
Monographien
- The Great Dialogue. A History of Greek Political Thought from Homer to Polybius. Greenwood Press, Westport, Conn. 1986, ISBN 0-313-22380-7 (Nachdr. d. Ausg. New York 1965).
- The Outbreak of the Peloponnesian War. Cornell University Press, Ithaca, N.Y. 1991, ISBN 0-8014-0501-7 (Nachdr. d. Ausg. New York 1969).
- The Archidamian War. Cornell University Press, Ithaca, N.Y. 1991, ISBN 0-8014-0889-X (Nachdr. d. Ausg. New York 1974).
- The Peace of Nicias and the Sicilian Expedition. Cornell University Press, Ithaca, N.Y. 1990, ISBN 0-8014-1367-2 (Nachdr. d. Ausg. New York 1981).
- The Fall of the Athenian Empire. Cornell University Press, Ithaca, N.Y. 1990, ISBN 0-8014-1935-2 (Nachdr. d. Ausg. New York 1987).
- Pericles of Athens and the Birth of Democracy. Touchstone Books, New York 1992, ISBN 0-671-74926-9 (Nachdr. d. Ausg. New York 1991).
  - Perikles. Die Geburt der Demokratie. Klett-Cotta, Stuttgart 1992, ISBN 3-608-93165-1.
- On the Origins of War and the Preservation of Peace. Pimlico Books, London 1997, ISBN 0-7126-7350-4 (Nachdr. D. Ausg. New York 1995).
- While America Sleeps. Self-Delusion, military weakness, and threat to peace today. St. Martin’s Press, New York 2000, ISBN 0-312-20624-0 (zusammen mit Frederick Kagan).
- The Western Heritage. The western civilization. Pearson Prentice Hall, Upper Saddle River, N.J. 2007, ISBN 978-0-13-195068-9 (Nachdr. d. Ausg. New York 2003, zusammen mit Steven Ozment und Frank M. Turner).
- The Peloponnesian War. Viking Press, New York 2003, ISBN 0-670-03211-5 (Rezension. In: The New York Times).
- Thucydides. The Reinvention of History. Penguin Books, New York 2010, ISBN 978-0-14-311829-9 (Nachdr. d. Ausg. New York 2009).

Herausgeberschaften
- Studies in the Greek historians. CUP, Cambridge 2009, ISBN 978-0-521-12469-0 (Nachdr. d. Ausg. Cambridge 1975).
- mit Gregory F. Viggiano: Men of Bronze: Hoplite Warfare in Ancient Greece. Princeton University Press, 2013, ISBN 978-0-691143019.